# Breitenrain

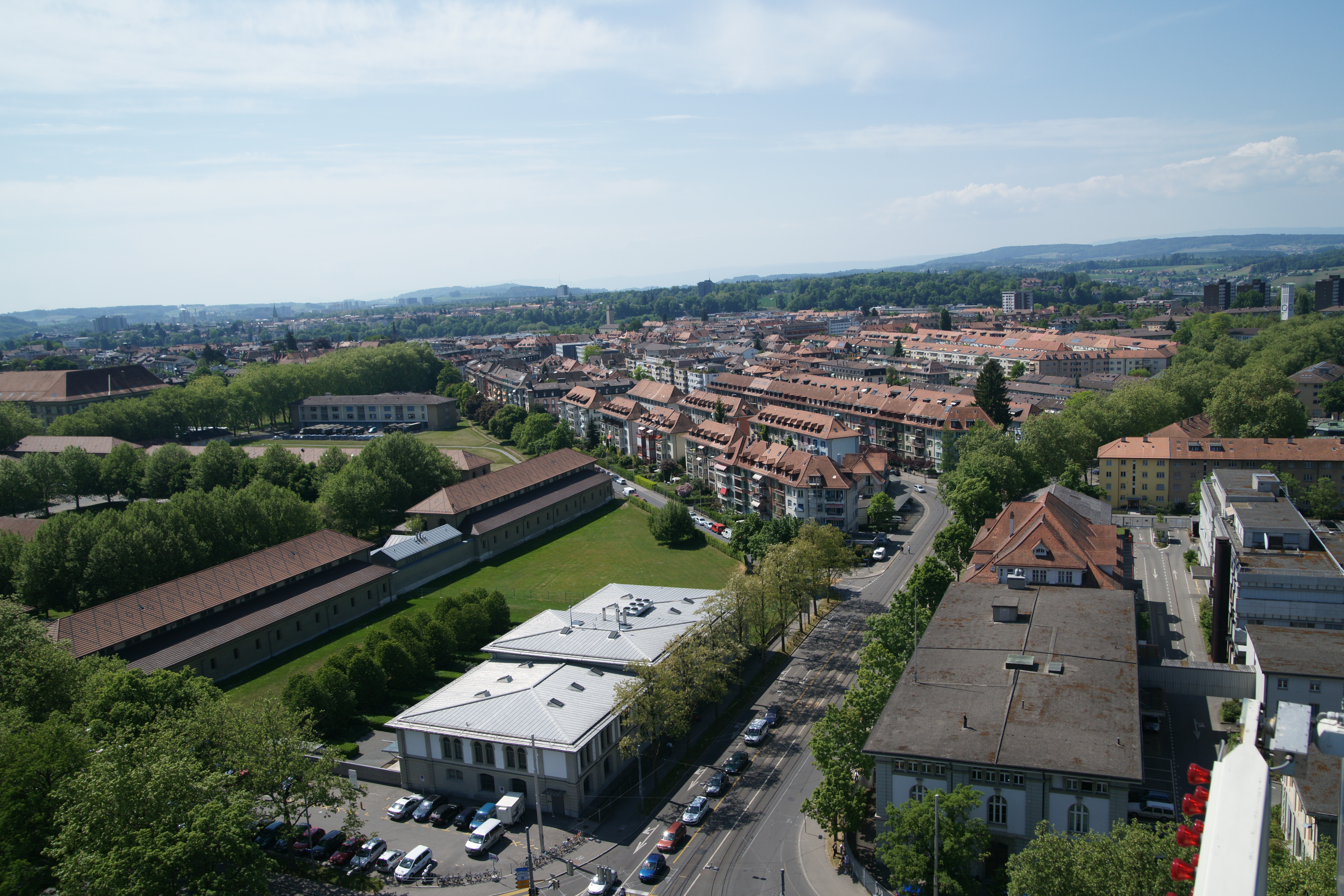
Das Breitenrainquartier vom Riesenrad der BEA am Guisanplatz aus Richtung Süden gesehen. Links das Kasernengelände und die Bibliothek am Guisanplatz.

Der Breitenrain (berndeutsch Breiterain [pɾeitə'rein], von der lokalen Bevölkerung oft Breitsch [pɾeitʃ] genannt)  ist ein statistischer Bezirk im Stadtteil Breitenrain-Lorraine (V) im Nordosten der Stadt Bern. Zugleich wird er als kleineres gebräuchliches Quartier geführt. Zum statistischen Bezirk gehört daneben noch der grösste Teil von Wyler.
Im Jahr 2022 lebten im statistischen Bezirk 6469 Einwohner, davon 5120 Schweizer und 1349 Ausländer. Im gebräuchlichen Quartier waren es 4152 Einwohner, davon 3386 Schweizer und 766 Ausländer.
Die Bewohner der Stadt Bern nennen das Quartier in der Regel einfach «Breitsch». Es bildet zusammen mit dem Spitalacker ein Zentrum der Quartiere nördlich der Altstadt. Das Breitenrain-Quartier war ursprünglich grösser, wurden doch das östlich gelegene Beundenfeld und das nordöstlich gelegene Breitfeld dazugezählt. Damals waren die beiden heute eigenständigen Quartiere aber nur schwach bebaut. Das Gleiche gilt auch für den Spitalacker, welcher erst nach 1892 bebaut wurde; auch dieses Quartier wurde im unbebauten Zustand zum Breitenrain-Quartier gezählt. Als Wohngegend, also mit der Bebauung, galt der Spitalacker immer als eigenes Quartier.
Das Breitenrain-Quartier entstand zeitgleich mit dem in der Lorraine, nämlich gegen Ende der 1850er. Die erste Bahnlinie erreichte von Olten her kommend 1857 das Wylerfeld, wo ein provisorischer Bahnhof errichtet wurde, weil die Rote Brücke über die Aare noch nicht fertiggestellt war. Der ehemalige Verlauf der Bahnstrecke entlang des Dammweges und Nordring bildet noch heute die Quartiergrenze zur Lorraine. Im damaligen Breitenrain-Quartier entstand eine der grössten zusammenhängenden Überbauungen der Stadt Bern. Zwischen 1873 und 1878 wurden die kantonalen Militäranstalten (Kaserne, Stallungen, Zeughäuser) aus der Stadt ins Beundenfeld verlegt. Diesen folgten zwischen 1890 und 1893 noch die eidgenössischen Zeughäuser und Pferdestallungen. Anfang der 1890er war das Breitenrainquartier zusammen mit der Länggasse das am stärksten wachsende Quartier der Stadt. Es war das Quartier der sozialen Mittelschicht. Entlang der Hauptverkehrsachsen entstanden Reihen-Miethausbebauungen, deren Erdgeschosse oft gewerblich genutzt wurden. Nördlich der Breitenrainstrasse und Militärstrasse entstand gegen Ende des 19. Jahrhunderts eine dichte Überbauung von Mehrfamilienhäusern mit schmalen Vorgärten. Zudem besass das Quartier eine starke Begrünung durch die Alleebepflanzung der breiten Strassen.
Der Breitenrainplatz bildet das Zentrum des Quartiers.
Das erste Schulhaus des Quartiers war das 1865 erbaute Schulhaus Breitenrain (Breitenrainstrasse 42/Schulweg). Dieses diente bis 1880 neben dem Breitenrain auch der Lorraine als Schulhaus. Heute wird es grösstenteils von der Gewerblich Industriellen Berufsschule Bern (GIBB) genutzt.
Im Quartier befinden sich zwei Kirchen: Die evangelisch-reformierte Johanneskirche an der Breitenrainstrasse 26, welche 1872 von Curjel & Moser erbaut wurde, sowie die römisch-katholische Marienkirche an der Wylerstrasse 26, welche 1931/32 von Fernand Dumas erbaut wurde.
Das Quartier gehört zum sogenannten Nordquartier, was durch den Quartierverein Leist Bern Nord vertreten wird.